# 1835 au Bas-Canada
Cet article traite des événements survenus en 1835 au Bas-Canada. 

## Événements

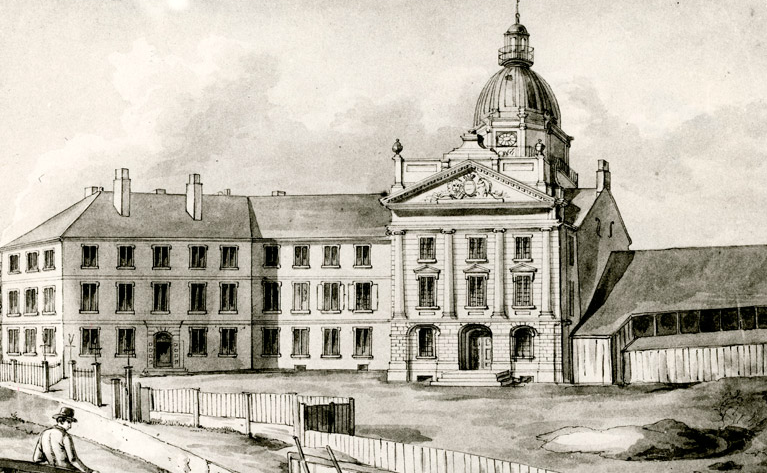
Parlement du Bas-Canada

- Février : la fondation de la Société St. Andrew’s de Montréal.
- 21 mars : début de la Quinzième législature du Bas-Canada.
- 24 août : Archibald Acheson comte de Gosford devient gouverneur général du Canada. Il met sur pied la « commission royale d'enquête sur toutes les peines affectant les sujets de Sa Majesté dans le Bas-Canada ». (Issu de l'article Canada).
- Construcrion du Chemin de fer Champlain et Saint-Laurent reliant Laprairie à Saint-Jean-sur-Richelieu. C'est le premier chemin de fer au Canada.

## Naissances
- 22 mars - Pierre Bachand (avocat et homme politique) (décédé 3 novembre 1878 au Québec)
- 26 décembre - Christian Henry Pozer (avocat et homme politique) (18 juillet 1884 au Québec)

## Décès
- 12 septembre : Joseph Badeaux (homme politique). (Née le 25 septembre 1777 au Québec)